# Waukegan

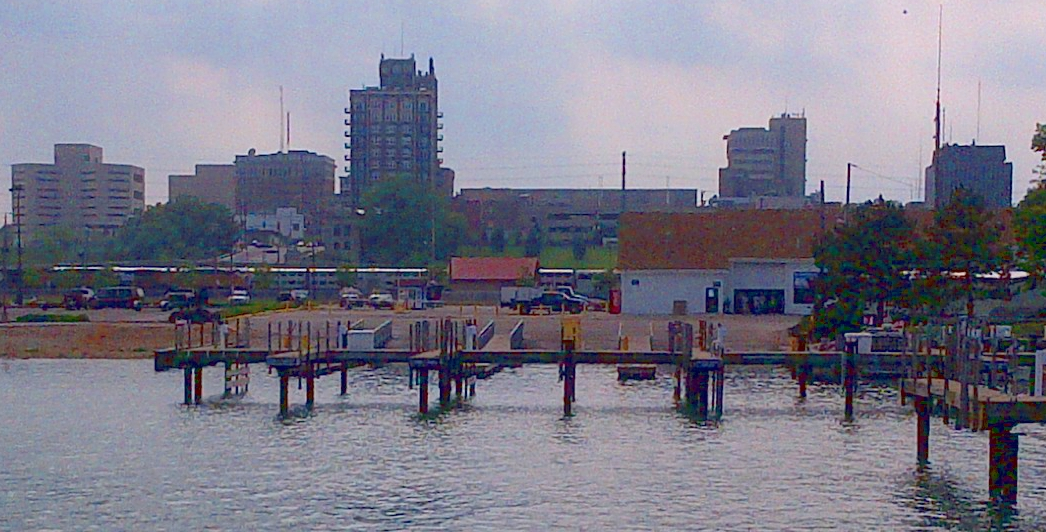
Trung tâm Waukegan

Waukegan, Illinois là một thành phố ở tiểu bang Illinois, Hoa Kỳ. Thành phố này thuộc quận Lake. Thành phố có diện tích km2, dân số là 89.078 người (thời điểm năm 2010).
Đây là thành phố lớn thứ năm trên bờ phía tây của Hồ Michigan, sau khi Chicago, Milwaukee, Green Bay, và Kenosha.
Waukegan nằm brên bờ của hồ Michigan, khoảng 8 dặm (13 km) về phía nam của biên giới với Wisconsin và 40 dặm (64 km) về phía bắc trung tâm thành phố Chicago, ở độ cao 669 feet (204 m) trên mực nước biển.
Theo Cục Điều tra Dân số Hoa Kỳ, thành phố có tổng diện tích là 23,1 dặm vuông (59,8 km ²). 23,0 dặm vuông (59,6 km ²) của nó là đất và 0,1 dặm vuông (0,2 km ²) của nó (0,35%) là nước.